# 1934年の日本競馬
1934年の日本競馬（1934ねんのにほんけいば）では、1934年（昭和9年）の日本競馬界についてまとめる。
馬齢は旧表記で統一する。
1933年の日本競馬 - 1934年の日本競馬 - 1935年の日本競馬

## できごと

### 1月 - 3月
- 1月18日 - 福島・新潟の両競馬倶楽部はサラブレッド抽籤新馬30頭を共同購入し、両競馬場の新馬競走に出走させる協定を締結する[1]。
- 1月27日 - 帝国競馬協会の定期総会は、「中間種障碍競走実施に関し主務省に申請の件」を緊急提案した。これは問題の起きやすかった速歩競走を減らす目的があっての提案であった。しかし主務省側は実用的中間種を造る目的からこの提案を拒否した[1]。

### 4月 - 6月
- 4月9日 - 下河原線が電化され、中央線国分寺駅から東京競馬場前駅までの試運転が行われる。同線は4月15日の東京競馬から運転を開始した[1]。
- 4月20日 - 農林省畜産局は帝国競馬協会が3月30日に申請した「地方競馬に出走したる馬の取り扱いに関する件」について、「一旦公認競馬に出走したる馬が地方競馬に出走登録せられた場合は、爾後これが出馬登録を行わざること」など5項目について翌年1月1日より認可した[1]。
- 4月29日 - 東京競馬倶楽部において、第3回の東京優駿大競走より初めて騎手賞が設けられ、この年優勝した大久保亀治騎手に銀杯が贈られた[2]。
- 5月28日 - 中山競馬倶楽部の岡田小七が「繋駕速歩に関する研究報告書」を完成させる。その結論は「元来駈歩・障碍の両競走が国防及び産業上の見地より産馬改良に絶大なる効果を有するに比し、速歩競走にありてはこの間の関係やや適切を欠く処なしとせず」というものであった[3]。

### 7月 - 9月
- 7月27日 - 帝国競馬協会臨時総会において、東京世田谷区用賀町の馬の競技場建設用地5万坪の買収が決議される。これが後に馬事公苑となる[3]。
- 8月 - 東京競馬倶楽部は新潟競馬倶楽部の秋季開催に間に合わせるべく、東京競馬場から臨時列車で競走馬56頭を輸送した[4]。
- 9月21日 - 室戸台風により関西地方で大水害が発生し、京都競馬場と阪神競馬場が被害を蒙る[3]。

### 10月 - 12月
- 10月16日 - 帝国競馬協会の参事会で、馬政第2次計画に対する各倶楽部の意見書をまとめることを決議する。11月27日に中山競馬倶楽部などから4名が特別委員として招かれ、意見をまとめて12月17日に畜産局長に提出した[3]。
- 12月5日 - 第1回大障碍競走が行われる。第1回の優勝馬はキンテン、優勝騎手は稲葉幸夫であった[4]。
- 12月24日 - 畜産局は、帝国競馬協会から改正申請のあった「地方競馬に出走したる騎手の取扱いに関する件」について、「一旦競馬倶楽部において騎乗を許可したる騎手にして地方競馬において騎乗免許を受けまたは騎乗したるものは、爾後騎乗を許可せざること」など5項目を許可した[3]。

### その他
- この年、帝国馬匹協会は東京帝国大学農学部に40万円を寄付した。翌年以降も1936年まで2万円ずつ寄付を行っている[3]。

## 競走成績

### 公認競馬の主な競走
- 農林省賞典競走（阪神・春）（阪神競馬場・1月14日) 優勝 : スターカツプ（騎手 : 中島時一）
- 牝馬連合競走（春）（京都競馬場・4月3日) 優勝 : エツフオード（騎手 : 武田文吾）
- 第3回東京優駿大競走（東京競馬場・4月22日) 優勝 : フレーモア（騎手 : 大久保亀治）
- 農林省賞典競走（東京・春）（東京競馬場・4月27日) 優勝 : ワカミチ（騎手 : 尾形景造）
- 農林省賞典競走（東京・秋）（東京競馬場・11月23日) 優勝 : デンコウ（騎手 : 伊藤正四郎）
- 牝馬連合競走（秋）（京都競馬場・12月2日) 優勝 : ゼンジ
- 農林省賞典競走（阪神・秋）（東京競馬場・12月24日) 優勝 : スパーション（騎手 : 伊藤勝吉）

### 障害競走
- 第1回大障碍特別（中山競馬場・12月5日）優勝 : キンテン（騎手 : 稲葉幸夫）

## 誕生

### 競走馬
- 2月26日 - ハツピーマイト
- 3月8日 - 方景
- 4月23日 - ヒサトモ
- 不明 - コクオー

### 人物
- 9月7日 - 坪正直
- 12月9日 - 松永善晴